# Troels Arnkiel
Troels Arnkiel (getauft 28. April 1638 in Toldsted; † 7. September 1712 in Apenrade) war ein lutherischer Pastor und Altertumsforscher in Apenrade.

## Leben
Arnkiels Vater Jürgen Arnkiel war Zöllner in Toldsted, seine Mutter war Marie Elisabeth, geb. Niemann († 1666). Troels Arnkiel besuchte die Lateinschulen in Lübeck und Reval und studierte in Leipzig und Kiel Theologie. 1670 erwarb er den Magistertitel und wurde Prädikant in der Heiliggeistkirche in Kiel. 1672 wurde Arnkiel Propst und Hauptpastor in Apenrade. Er tat hier die ersten Schritte für die Wiedereinführung der Konfirmation. 
Als Herzog Christian Albrecht 1689 ins Exil ging, musste Arnkiel sein Amt aufgeben. Er wurde Interimspropst und Visitator der herzoglichen Kirchen in Holstein. Auch hier setzte er sich weiter für die Wiedereinführung der Konfirmation ein. Nach der Rückkehr des Herzogs Christian Albrecht wurde Arnkiel wieder in sein altes Amt in Apenrade eingesetzt. Dort wirkte er von 1689 bis 1713. 
Der Arnkielpark bei Flensburg mit mehreren Megalithgräbern ist nach ihm benannt. Sein bekanntestes Werk ist die Ausführliche Eröffnung.

## Werke
- SOLILOQUIA BIBLICA, Biblische Seelen=Gespräche mit GOTT / in Drey Theile / Gebethe / Danck= und Lobsagunge unterschieden. Mit Worten der Heil. Schrifft verfasset / Nach Ordnung des Catechismus mit 5. Registern eingerichtet. Dabey angefüget wird Das Schleßwig=Holsteinische alte Gesang=Buch von dem Autoren emendirt, vermehrt und mit steten Anmerckungen über alle Gesänge beleuchtiget / Nebst denen Königl. und Fürstl. Kirchen=Gebethen in diesen Landen. Lorentz Eckstorff, Schleswig 1696.
- Ausführliche Eröffnung / I. Was es mit der Cimbrischen ... Völcker ... Götzendienst ... u. d. gl. ... vor eine Bewandtniß gehabt ... II. Eine Erklährung / was es für eine Beschaffenheit mit dem in Ao. 1639. bey Tundern gefundenem ... Wunder=Horn ... gehabt haben möge. III. Was die Cimbrischen ... Völcker vor Gräber und Töpffe / worinnen sie die Asche der verbrandten Cörper verwahret gehabt ... IV. Endlich auch / wie diese Völcker ... zum ... Christlichen Glauben gebracht. In vier Theile beschrieben. Thomas von Wiering, Hamburg 1703, doi:10.25673/82732, urn:nbn:de:gbv:3:1-750104 (uni-halle.de [abgerufen am 24. September 2024] Titelblatt des Gesamtwerkes zeigt die Jahreszahl 1703, die Titelblätter der einzelnen Teile die Jahreszahl 1702).